# جبل بني علي (تعز)
جبل بني علي هي إحدى قرى الجمهورية اليمنية. تتبع جغرافيا لمحافظة تعز وإداريًا لمديرية شرعب الرونة. يبلغ تعداد سكانها 2836 نسمة حسب الإحصاء الذي أجري عام 2004.